# Gabriel Iancu
Gabriel Cristian Iancu, né le 15 avril 1994 à Bucarest, est un footballeur roumain évoluant au poste d'attaquant.

## Palmarès

### Club
Steaua Bucarest
- Champion de Roumanie en 2013, 2014 et 2015
- Vainqueur de la Coupe de Roumanie en 2015
- Vainqueur de la Coupe de la Ligue roumaine en 2015
- Vainqueur de la Supercoupe de Roumanie en 2013

 Viitorul Constanța
- Champion de Roumanie en 2017
- Vainqueur de la Supercoupe de Roumanie en 2019

### Individuel
- Meilleur buteur du championnat roumain : 2020 (18 buts)